# Patrik Gerrbrand
Mikael Patrik Gerrbrand (Älvsjö, 27 aprile 1981) è un ex calciatore e allenatore di calcio svedese, di ruolo difensore.

## Carriera

### Club
Gerrbrand passò all'Hammarby a 14 anni. Debuttò nella Allsvenskan il 28 agosto 2000, sostituendo Mikael Hellström nella sconfitta per 3-2 sul campo dell'Elfsborg. A luglio 2005, fu ingaggiato dal Leicester City. Il 1º ottobre esordì nella Championship, subentrando a Richard Stearman nel pareggio per 1-1 in casa del Derby County.
Nel luglio 2006, si trasferì ai norvegesi del Fredrikstad. Il primo match nella Tippeligaen fu datato 7 agosto, nel pareggio per 2-2 contro lo HamKam. Vinse, in quella stagione, la Coppa di Norvegia 2006. Il 24 agosto 2008, nel pareggio per 1-1 sempre contro lo HamKam, arrivò la prima rete nella massima divisione norvegese.
Nel 2009 tornò all'Hammarby: la stagione si chiuse con la retrocessione, ma Gerrbrand rimase in biancoverde per altri due anni. Concluse infine la carriera al Nacka FF nella quarta serie nazionale, formazione da lui stesso allenata a partire dal 2013.